# Helminthophis
Genre
Helminthophis est un genre de serpents de la famille des Anomalepididae.

## Répartition
Les espèces de ce genre se rencontrent au Costa Rica, au Panamá, en Colombie et au Venezuela.
Selon Hahn, 1980, Helminthophis flavoterminatus est supposée avoir été introduite sur l'île Maurice mais cette information n'a jamais été confirmée.

## Liste des espèces
Selon The Reptile Database (28 juil. 2011) :
- Helminthophis flavoterminatus (Peters, 1857)
- Helminthophis frontalis (Peters, 1860)
- Helminthophis praeocularis Amaral, 1924

## Publication originale
- Peters, 1860 : Drei neue Schlangen des k. zoologischen Museums aus America und Bemerkungen über die generelle Unterscheidung von anderen bereits bekannten Arten. Monatsberichte der Königlichen Preussischen Akademie der Wissenschaften zu Berlin, vol. 1860, p. 517-521 (texte intégral).